# Stenichneumon ringii
Stenichneumon ringii är en stekelart som först beskrevs av Holmgren 1884.  Stenichneumon ringii ingår i släktet Stenichneumon och familjen brokparasitsteklar. Arten är reproducerande i Sverige. Inga underarter finns listade i Catalogue of Life.